# Grigore Dolință
Grigore Dolință -  a fost un radiojurnalist din Republica Moldova, muzicolog, specialist în domeniul muzicii de Jazz. Pe data de 7 februarie 2001 a primit titlul de Om Emerit din partea Președintelui Republicii Moldova din acea perioadă, Petru Lucinschi.